# Como Un Niño
Como un niño es el tercer álbum de estudio de Alex Campos junto a su banda Misión Vida, lanzado en 2005 por MV Music y el sello CanZion. Fue la última aparición de la banda junto al cantante colombiano, siendo preparativo para el primer proyecto acústico y solista de Alex.
De este álbum se desprenden los sencillos «Sueño de morir» y «Quiero, siento y pienso» con vídeos oficiales, y «Dios creó» como canción para emisoras radiales.
En Premios Arpa 2006, Como un niño fue elegido como Mejor álbum de Pop/Rock y nominado al Mejor álbum de vocalista masculino, también, «Sueño de morir» estuvo nominada como Canción del año, y obtuvo la categoría como "Vídeo oficial del año".

## Lista de canciones
|     |                                                      |          |  |  |  |  |  |  |  |  |
| N.º | Título                                               | Duración |  |  |  |  |  |  |  |  |
| 1.  | «Sueño de Morir»                                     | 05:32    |  |  |  |  |  |  |  |  |
| 2.  | «Eres Mi Sol»                                        | 04:40    |  |  |  |  |  |  |  |  |
| 3.  | «Quiero, Siento Y Pienso»                            | 04:04    |  |  |  |  |  |  |  |  |
| 4.  | «Estoy Harto»                                        | 04:07    |  |  |  |  |  |  |  |  |
| 5.  | «Dios Creó»                                          | 03:18    |  |  |  |  |  |  |  |  |
| 6.  | «Tú Eres»                                            | 03:49    |  |  |  |  |  |  |  |  |
| 7.  | «Corro A Ti»                                         | 04:28    |  |  |  |  |  |  |  |  |
| 8.  | «10 De septiembre»                                   | 06:14    |  |  |  |  |  |  |  |  |
| 9.  | «El Abuelo»                                          | 04:14    |  |  |  |  |  |  |  |  |
| 10. | «Miraré Al Cielo»                                    | 03:53    |  |  |  |  |  |  |  |  |
| 11. | «No Es Un Misterio Ft. Marcos Witt & Coalo Zamorano» | 04:33    |  |  |  |  |  |  |  |  |
| 12. | «Pinta El Mundo»                                     | 04:36    |  |  |  |  |  |  |  |  |